# Sergej Sirotkin
Sergej Olegovitj Sirotkin (ryska: Серге́й Оле́гович Сиро́ткин; engelska: Sergey Sirotkin) född 27 augusti 1995 i Moskva, är en rysk racerförare. Under 2011 blev han mästare i Formula Abarth, och mellan 2012 och 2014 tävlade han i Formula Renault 3.5 Series med blandade resultat, där höjdpunkten blev en seger på Moscow Raceway. I juli 2013 blev Sirotkin Formel 1-stallet Saubers utvecklingsförare, med hjälp av ryska investerare. Han gjorde sin träningsdebut i Formel 1 under det första träningspasset inför Rysslands Grand Prix 2014. Under 2015 tävlar han i GP2 Series med Rapax Team.